# Thomas Clark Durant
Pour les articles homonymes, voir Clark et Durant.
Thomas Clark Durant (6 février 1820 – 5 octobre 1885) est un financier américain, entrepreneur du rail, qui assuma la direction du premier chemin de fer transcontinental.

## Biographie
Né à Lee, dans le Massachusetts, il a suivi des études de médecine à l'Albany Medical College, où il a décroché en 1840 un diplôme lui permettant de devenir l'assistant d'un grand chirurgien. Il devient ensuite le directeur de la société d'exportation de céréales de son oncle, la "Durant, Lathrop and Company", basée à New York. C'est à ce poste qu'il découvre l'importance stratégique du transport ferroviaire, industrie qu'il décide de rejoindre. Il fonde en 1853 la Mississippi and Missouri Railroad, qui bâtit le premier pont sur le Mississippi et le premier chemin de fer traversant l'Iowa, avec l'aide du gouvernement, puis s'adonne à des manipulations de cours sur l'action de la société.
Après avoir effectué de la contrebande de coton pendant la Guerre de Sécession, il crée un peu plus tard le Credit Mobilier of America avec George Francis Train, afin de financer l'Union Pacific Railroad, qui embauche le jeune général Grenville M. Dodge. Thomas Clark Durant est vice-président de l'Union Pacific Railroad.
Mais le journaliste Charles Adams découvre que Thomas Clark Durant a monté une escroquerie d'envergure, afin de capter les subventions du gouvernement : il détourne de l'argent de la compagnie Union Pacific Railway pour son profit ou pour celui des actionnaires. Dodge menace de démissionner si le docteur Durant n'arrête pas ses malversations. Le scandale du Credit Mobilier of America éclate en 1872 et mène à la faillite de l'Union Pacific Railroad.
Dans la série télévisée Hell on Wheels : L'Enfer de l'ouest (Hell on Wheels), Thomas Durant est incarné par l'acteur Colm Meaney.